# Liste des navires de la Garde côtière norvégienne

## Liste des navires actifs

### Outer Coast Guard
| Image          | Type                            | Classe            | Déplacement  | Nom              | Pennant number | Mise en service | Origine du nom |
| -------------- | ------------------------------- | ----------------- | ------------ | ---------------- | -------------- | --------------- | -------------- |
|                | Brise-glace                     |                   | 6.375 tonnes | NoCGV Svalbard   | W303           | 2001            | Svalbard       |
|                | navire de surveillance offshore |                   | 1.357 tonnes | NoCGV Ålesund    | W312           | 1997-2014       | Ålesund        |
|                | navire de surveillance offshore |                   | 3.130 tonnes | NoCGV Harstad    | W318           | 2005            | Harstad        |
|                | navire de surveillance offshore | Classe Nordkapp   | 3.320 tonnes | NoCGV Nordkapp   | W320           | 1980            | Cap Nord       |
| NoCGV Senja    | navire de surveillance offshore | Classe Nordkapp   | 3.320 tonnes | W321             | 1980           | Senja           |                |
| NoCGV Andenes  | navire de surveillance offshore | Classe Nordkapp   | 3.320 tonnes | W322             | 1981           | Andenes         |                |
|                | navire de surveillance offshore | Classe Barentshav | 4,000 tonnes | NoCGV Barentshav | W340           | 2009            | Mer de Barents |
| NoCGV Bergen   | navire de surveillance offshore | Classe Barentshav | 4,000 tonnes | W341             | 2010           | Bergen          |                |
| NoCGV Sortland | navire de surveillance offshore | Classe Barentshav | 4,000 tonnes | W342             | 2010           | Sortland        |                |
| BOA JARL       | Navire ravitailleur             |                   | 6.250 Tonnes | NoCGV Jarl       | W324           | 2020            |                |
| BOA BISON      | Navire ravitailleur             |                   | 6.250 Tonnes | NoCGV Bison      | W323           | 2020            |                |

### Inner Coast Guard
|               | Type         | Classe        | Déplacement | Nom          | Pennant number | Mise en service | Origine du nom |
| ------------- | ------------ | ------------- | ----------- | ------------ | -------------- | --------------- | -------------- |
|               | Patrouilleur | Classe Nornen | 675 tonnes  | NoCGV Nornen | W330           | 2007            | Nornes         |
| NoCGV Farm    | Patrouilleur | Classe Nornen | 675 tonnes  | W331         | 2007           | Odin            |                |
| NoCGV Heimdal | Patrouilleur | Classe Nornen | 675 tonnes  | W332         | 2007           | Heimdall        |                |
| NoCGV Njord   | Patrouilleur | Classe Nornen | 675 tonnes  | W333         | 2007           | Njörd           |                |
| NoCGV Tor     | Patrouilleur | Classe Nornen | 675 tonnes  | W334         | 2007           | Thor            |                |